# Општина Фитионешти (Вранча)
Фитионешти (рум. Fitioneşti) општина је у Румунији у округу Вранча.
Oпштина се налази на надморској висини од 230 m.